# Kappeln (Schleswig-Holstein)
Kappeln település Németországban, Schleswig-Holstein tartományban. Lakosainak száma 8683 fő (2023. december 31.). Kappeln Rabel, Maasholm, Stoltebüll, Hasselberg, Rabenholz, Oersberg, Rabenkirchen-Faulück, Grödersby, Winnemark, Brodersby (Schwansen) és Karby községekkel határos.

## Népesség
A település népességének változása:
| Lakosok száma | 11 128 | 9667 | 8764 | 8687 | 8675 | 8691 | 8619 | 8573 | 8607 | 8683 |
|               | 1975   | 2010 | 2013 | 2014 | 2017 | 2018 | 2019 | 2021 | 2022 | 2023 |